# Una nuvola di polvere... un grido di morte... arriva Sartana
Una nuvola di polvere... un grido di morte... arriva Sartana è un film del 1970 diretto da Giuliano Carnimeo (accreditato con lo pseudonimo di Anthony Ascot)
Pellicola di genere western all'italiana in cui Carnimeo dirige per la terza volta Gianni Garko nel personaggio di Sartana.

## Trama
Il pistolero Sartana uccide tre sceriffi corrotti e si costituisce nel carcere dove è rinchiuso Grande Full, proprietario di una bisca e accusato di aver fatto sparire venti milioni di dollari falsi e cinquecentomila d'oro: l'obbiettivo di Sartana è di farlo evadere e farsi rivelare dov'è nascosto l'oro. Sebbene disarmato, riesce a liberare Grande Full ed evadere.
Giunto in paese Sartana scopre che lo sceriffo ha messo una taglia sulla sua testa e in albergo sventa vari attentati; quindi va da Manassas e si fa raccontare la sua versione dei fatti, ovvero che c'erano tre cadaveri e i soldi erano spariti. Sartana con la pistola induce Manassas a togliere la taglia sulla sua testa.
Nel frattempo si porta dietro un grosso organo che deposita in una stalla dove incontra il vecchio Plonplon, che spiega come funzionano le cose lì in città, affermando di conoscere dove si trova l'oro.
Sartana successivamente riesce ad entrare nel rifugio di Monk, un bandito messicano che vuole finanziare con quei soldi una nuova rivoluzione e racconta a Sartana, per poi ucciderlo, la sua versione dei fatti: lui, assieme ai suoi uomini, nella bisca hanno trovato solamente cadaveri e i bauli che dovevano contenere i ventimila dollari falsi pieni di carta straccia.
Una volta ottenute le informazioni, Sartana riesce a fuggire dal campo di Monk e a trovare sulle scarpe di un morto della polvere dorata, scoprendo inoltre che un agente, Sam Puttman, è in cerca dell'oro, come pure la vedova di Johnson, Belle. Sartana attira Manassas al cimitero e lo uccide facendolo saltare dentro i cunicoli con i suoi uomini, dopo aver modificato Alfie. Successivamente decima gli uomini di Monk, giunti in paese per impossessarsi dell'oro, in uno scontro in cui lo stesso Monk rimane ucciso.
Alla fine Sartana capisce che l'oro è nascosto alla bisca, ma rovistando nel bancone non trova nulla e capisce che nessuna delle tre versioni su come andarono i fatti quella notte è vera e che il tutto era stato organizzato da Grande Full stesso, in collaborazione con Belle, che è l'assassina di Plonplon.
Grande Full intanto fugge da Sonora mentre gli uomini di Manassas e di Monk si scontrano per aver la sua testa. Giunto in città va alla bisca dove lo attende Belle speranzosa di scappar con lui e l'oro, ma lui la uccide. Giunge quindi Sartana, che dice di sapere dove si trovi il tesoro. In realtà lui sa solo che è nella stanza, ma un'occhiata di Grande Full verso il lampadario gli fa capire tutto: quando Grande Full tenta di sparargli, Sartana lo uccide e spara al lampadario, dal quale piovono monete dorate.

## Produzione
- Il film è il quarto e ultimo della serie dedicata a Sartana, il pistolero-becchino creato da Gianfranco Parolini in Se incontri Sartana prega per la tua morte, e ripreso da Giuliano Carnimeo in Sono Sartana, il vostro becchino e Buon funerale amigos... paga Sartana.

## Distribuzione

### Titoli in altre lingue
- Stati Uniti d'America: Cloud of dust... Cry of death... Sartana is coming; Gunman in Town; Run, man, Run... Sartana's in Town; Light the fuse... Sartana is Coming;
- Spagna: Llega Sartana;
- Germania: Sartana Kommt...;
- Francia:Une trainée de poudre, les pistoleros arrivent!
- Messico:Un grito de muerte... llega Sartana;
- Regno Unito:A cloud of dust... a cry of death... Sartana is coming